# Кал (Семич)
Кал (словен. Kal) — поселення в общині Семич, регіон Південно-Східна Словенія, Словенія.